# International Swimming League 2020
La stagione dell'International Swimming League 2020 è stata la seconda edizione dell'International Swimming League, la lega professionistica di nuoto fondata nel 2019. Hanno preso parte a questa stagione dieci squadre, due in più rispetto alla stagione inaugurale, che si sono affrontate in tredici incontri svoltisi presso un'unica sede, la Duna Aréna di Budapest, a seguito della pandemia di COVID-19. Le restrizioni dovute alla pandemia hanno impedito, inoltre, la partecipazione della maggior parte degli atleti australiani.
I Cali Condors hanno vinto la finale, conquistando il loro primo titolo.

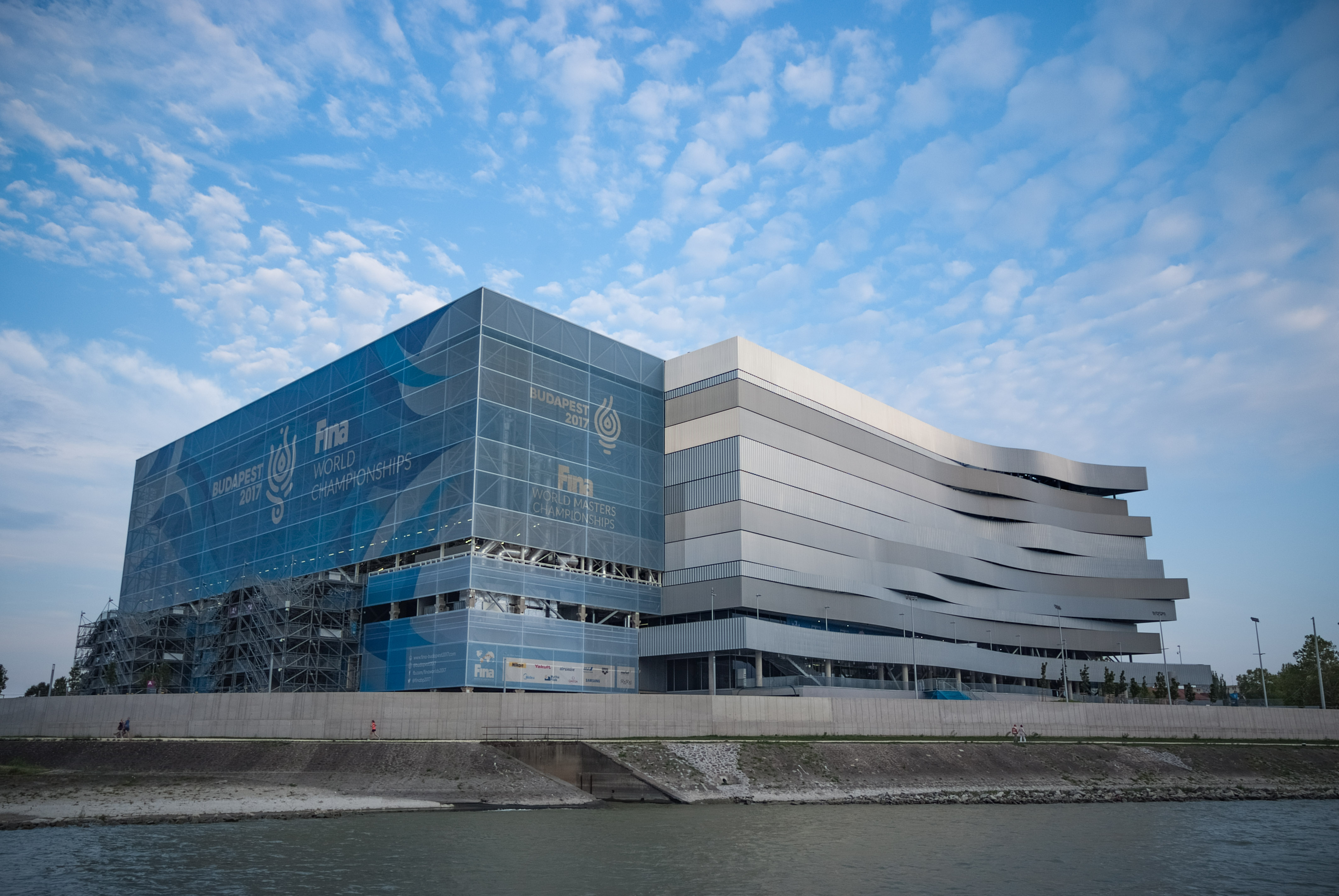
La Duna Aréna ha ospitato l'intera seconda stagione dell'ISL.

## Modifiche alle regole
- Due nuovi eventi sono aggiunti al programma di gara: i 100 misti uomini e donne.
- La squadra vincitrice della staffetta mista uomini e donne decide lo stile dell'australiana.
- Durante l'australiana, a differenza della stagione 2019, i punti vengono assegnati al termine di ogni turno.
- La regola del jackpot: se un atleta conclude la sua gara davanti a uno o più avversari con un distacco superiore a quelli indicati nella tabella di riferimento, ottiene non soltanto il rispettivo punteggio previsto per il proprio piazzamento ma anche quello di colui (o di coloro) che ha terminato la gara al di sopra dello scarto previsto.

## Calendario
Il calendario ha previsto tredici eventi in tutto, incluse le semifinali e la finale. Ad ogni incontro hanno preso parte 4 squadre. A seguito dell'espansione della manifestazione, si sono svolte due tappe in una singola settimana per poter impegnare otto squadre contemporaneamente e mantenere una squadra a riposo in ciascuna conference.
| 16–17 ottobre  | Cali Condors Energy Standard Los Angeles Current New York Breakers  | [ 4 ]  | Lilly King ( Cali Condors) 87.5 pti            |
| 18–19 ottobre  | Aqua Centurions DC Trident Iron London Roar                         | [ 5 ]  | Ranomi Kromowidjojo ( Iron) 57 pti             |
| Settimana 2    |                                                                     |        |                                                |
| 24–25 ottobre  | Aqua Centurions Los Angeles Current Tokyo Frog Kings Toronto Titans | [ 6 ]  | Béryl Gastaldello ( Cali Condors) 78 pti       |
| 26–27 ottobre  | Cali Condors DC Trident Iron New York Breakers                      | [ 7 ]  | Caeleb Dressel ( Cali Condors) 75 pti          |
| Settimana 3    |                                                                     |        |                                                |
| 30–31 ottobre  | DC Trident London Roar Los Angeles Current Tokyo Frog Kings         | [ 8 ]  | Thomas Shields ( Los Angeles Current) 62.5 pti |
| 1–2 novembre   | Aqua Centurions Energy Standard New York Breakers Toronto Titans    | [ 9 ]  | Siobhán Haughey ( Energy Standard) 61.5 pti    |
| Settimana 4    |                                                                     |        |                                                |
| 5–6 novembre   | DC Trident Energy Standard Iron Toronto Titans                      | [ 10 ] | Hüseyin Emre Sakçı ( Iron) 51 pti              |
| 5–6 novembre   | Cali Condors London Roar New York Breakers Tokyo Frog Kings         | [ 11 ] | Caeleb Dressel ( Cali Condors) 69 pti          |
| Settimana 5    |                                                                     |        |                                                |
| 9–10 novembre  | Energy Standard Iron Tokyo Frog Kings Toronto Titans                | [ 12 ] | Sarah Sjöström ( Energy Standard) 76 pti       |
| 9–10 novembre  | Aqua Centurions Cali Condors London Roar Los Angeles Current        | [ 13 ] | Caeleb Dressel ( Cali Condors) 80.5 pti        |
| Semifinali     |                                                                     |        |                                                |
| 14–15 novembre | Energy Standard London Roar New York Breakers Tokyo Frog Kings      | [ 14 ] | Sarah Sjöström ( Energy Standard) 65 pti       |
| 15–16 novembre | Cali Condors Iron Los Angeles Current Toronto Titans                | [ 15 ] | Caeleb Dressel ( Cali Condors) 90.5 pti        |
| Finale         |                                                                     |        |                                                |
| 21–22 novembre | Energy Standard London Roar Cali Condors Los Angeles Current        | [ 16 ] | Caeleb Dressel ( Cali Condors) 96 pti          |

### Eventi
In totale sono previsti 39 eventi per ciascun incontro (in caso di parità tra 2 o più club al termine delle gare, viene disputata una staffetta 4x50m misti mista come gara di spareggio).
| Giorno 1 | Giorno 1                      | Giorno 1 | Giorno 1 | Giorno 1 | Giorno 2 | Giorno 2                      | Giorno 2 | Giorno 2 | Giorno 2 |
| No.      | Evento                        | D        | U        | X        | No.      | Evento                        | D        | U        | X        |
| -------- | ----------------------------- | -------- | -------- | -------- | -------- | ----------------------------- | -------- | -------- | -------- |
| 1        | 100m farfalla                 | ●        |          |          | 21       | 100m stile libero             | ●        |          |          |
| 2        | 100m farfalla                 |          | ●        |          | 22       | 100m stile libero             |          | ●        |          |
| 3        | 200m dorso                    | ●        |          |          | 23       | 200m farfalla                 | ●        |          |          |
| 4        | 200m dorso                    |          | ●        |          | 24       | 200m farfalla                 |          | ●        |          |
| 5        | 200m rana                     | ●        |          |          | 25       | 100m dorso                    | ●        |          |          |
| 6        | 200m rana                     |          | ●        |          | 26       | 100m dorso                    |          | ●        |          |
| 7        | staffetta 4x100m stile libero | ●        |          |          | 27       | 100m misti                    | ●        |          |          |
| 14       | staffetta 4x100m stile libero |          | ●        |          | 28       | 100m misti                    |          | ●        |          |
| 8        | 50m stile libero              |          | ●        |          | 29       | 200m stile libero             | ●        |          |          |
| 9        | 50m stile libero              | ●        |          |          | 30       | 200m stile libero             |          | ●        |          |
| 10       | 200m misti                    |          | ●        |          | 31       | 50m farfalla                  | ●        |          |          |
| 11       | 200m misti                    | ●        |          |          | 32       | 50m farfalla                  |          | ●        |          |
| 12       | 50m rana                      |          | ●        |          | 33       | 100m rana                     | ●        |          |          |
| 13       | 50m rana                      | ●        |          |          | 34       | 100m rana                     |          | ●        |          |
| 15       | 50m dorso                     | ●        |          |          | 35       | staffetta 4x100m stile libero |          |          | ●        |
| 16       | 50m dorso                     |          | ●        |          | 36       | 400m misti                    | ●        |          |          |
| 17       | 400m stile libero             | ●        |          |          | 37       | 400m misti                    |          | ●        |          |
| 18       | 400m stile libero             |          | ●        |          | 38       | australiana                   | ●        |          |          |
| 19       | staffetta 4x100m misti        | ●        |          |          | 39       | australiana                   |          | ●        |          |
| 20       | staffetta 4x100m misti        |          | ●        |          | 40       | staffetta 4x50m misti         |          |          | ●        |

## Squadre partecipanti
I club possono registrare a roster un massimo di 36 atleti, dei quali soltanto 28, o comunque un minimo di 24, (equamente suddivisi tra uomini e donne) possono partecipare ad un incontro. Ogni squadra ha un capitano e un vice-capitano di genere differente.
| Conference americana           | Conference americana           | Conference americana         | Conference americana  | Conference americana | Conference americana              |
| Cali Condors                   | Cali Condors                   | DC Trident                   | DC Trident            | Los Angeles Current  | Los Angeles Current               |
| Uomini                         | Donne                          | Uomini                       | Donne                 | Uomini               | Donne                             |
| ------------------------------ | ------------------------------ | ---------------------------- | --------------------- | -------------------- | --------------------------------- |
| Khader Baqlah                  | Haley Anderson                 | Zachary Apple                | Bailey Andison        | Dylan Carter         | Alexandra DeLoof                  |
| Bowe Becker                    | Erika Brown                    | Meiron Cheruti               | Emma Barksdale        | Apostolos Christou   | Helena Gasson                     |
| Gunnar Bentz                   | Veronika Burchill              | Thomas Cope                  | Amy Bilquist          | Marcos Ferreira      | Béryl Gastaldello (vice capitano) |
| Marcin Cieślak                 | Kelsi Dahlia                   | Abrahm DeVine                | Kathrin Demler        | Felipe França Silva  | Anastasia Gorbenko                |
| Kevin Cordes                   | Sherridon Dressel              | Ian Finnerty                 | Bethany Galat         | Kristian Gkolomeev   | Alyssa Marsh                      |
| Caeleb Dressel (C)             | Kelly Fertel                   | Zane Grothe                  | Ali Galyer            | Santiago Grassi      | Katie McLaughlin                  |
| Nic Fink                       | Hali Flickinger                | Zach Harting                 | Margo Geer            | Jacob Heidtmann      | Andi Murez                        |
| Townley Haas                   | Molly Hannis                   | Robert Howard                | Leah Gingrich         | Tomoe Hvas           | Claire Rasmus                     |
| Tate Jackson                   | Natalie Hinds                  | Andrew Loy                   | Madison Kennedy (C)   | Will Licon           | Makayla Sargent                   |
| Radosław Kawęcki               | Lilly King                     | Conner McHugh                | Lindsey Kozelsky      | Ryan Murphy (C)      | Julia Sebastián                   |
| Kacper Majchrzak               | Melanie Margalis               | Mark Nikolaev                | Linnea Mack           | Josh Prenot          | Kierra Smith                      |
| Tomas Peribonio                | Lia Neal                       | Jacob Pebley                 | Rozaliya Nasretdinova | Maxime Rooney        | Kendyl Stewart                    |
| Justin Ress                    | Beata Nelson                   | Matheus Santana              | Ky-lee Perry          | Fernando Scheffer    | Aly Tetzloff                      |
| Coleman Stewart                | Allison Schmitt                | Mohamed Samy                 | Ting Wen Quah         | Andrew Seliskar      | Abbey Weitzeil                    |
| Mark Szaranek                  | Meghan Small                   | Giles Smith (C)              | Remedy Rule           | Thomas Shields       | Madison Wilson                    |
| Eddie Wang                     | Olivia Smoliga (vice capitano) | Velimir Stjepanović          | Miranda Tucker        | Zane Waddell         |                                   |
| New York Breakers              | New York Breakers              | Toronto Titans               | Toronto Titans        |                      |                                   |
| Uomini                         | Donne                          | Uomini                       | Donne                 |                      |                                   |
| Michael Andrew (vice capitano) | Signe Bro                      | Michael Chadwick             | Anika Apostalon       |                      |                                   |
| Brandonn Almeida               | Svetlana Čimrova               | Mack Darragh                 | Lisa Bratton          |                      |                                   |
| Felix Auböck                   | Emily Escobedo                 | Sergey Fesikov               | Tessa Cieplucha       |                      |                                   |
| Lewis Clareburt                | Chloe Golding                  | Andriy Govorov               | Michelle Coleman      |                      |                                   |
| Marco Koch                     | Boglárka Kapás                 | Brent Hayden (vice capitano) | Jhennifer Conceição   |                      |                                   |
| Joe Litchfield                 | Ajna Késely                    | Yuri Kisil                   | Anna Egorova          |                      |                                   |
| Michał Poprawa                 | Jeanette Ottesen (C)           | Finlay Knox                  | Claire Fish           |                      |                                   |
| Chris Reid                     | Molly Renshaw                  | Alexander Krasnykh           | Candice Hall          |                      |                                   |
| Matthew Richards               | Arina Surkova                  | Jay Lelliot                  | Louise Hansson        |                      |                                   |
| Jakub Skierka                  | Alicja Tchórz                  | Anton McKee                  | Tayla Lovemore        |                      |                                   |
| Brendon Smith                  | Dar'ja S. Ustinova             | Daniil Pasynkov              | Kylie Masse (C)       |                      |                                   |
| Jan Świtkowski                 | Sarah Vasey                    | Erik Persson                 | Julie Meynen          |                      |                                   |
| Ádám Telegdy                   | Tevyn Waddell                  | Blake Pieroni                | Emily Overholt        |                      |                                   |
| Pieter Timmers                 | Kasia Wasick                   | Cole Pratt                   | Rebecca Smith         |                      |                                   |
| Jacob Whittle                  | Abbie Wood                     | Shane Ryan                   | Jocelyn Ulyett        |                      |                                   |
| James Wilby                    |                                | Elijah Wall                  | Kelsey Wog            |                      |                                   |
| Damian Wierling                |                                |                              |                       |                      |                                   |

| Conference euro-asiatica       | Conference euro-asiatica | Conference euro-asiatica | Conference euro-asiatica | Conference euro-asiatica      | Conference euro-asiatica |
| Aqua Centurions                | Aqua Centurions          | Energy Standard          | Energy Standard          | Iron                          | Iron                     |
| Uomini                         | Donne                    | Uomini                   | Donne                    | Uomini                        | Donne                    |
| ------------------------------ | ------------------------ | ------------------------ | ------------------------ | ----------------------------- | ------------------------ |
| Marcelo Chierighini            | Haley Black              | Simonas Bilis            | Madeline Banic           | Guilherme Basseto             | Veronika Andrusenko      |
| Breno Correia                  | Tain Bruce               | Matt Grevers             | Pernille Blume           | Thom de Boer                  | Emilie Beckmann          |
| Leonardo de Deus               | Katalin Burián           | Kliment Kolesnikov       | Imogen Clark             | Robert Glință (vice capitano) | Mireia Belmonte          |
| Philip Heintz                  | Martina Carraro          | Chad le Clos (C)         | Georgia Davies           | Ramon Klenz                   | Mélanie Henique          |
| Nicolò Martinenghi             | Arianna Castiglioni      | Felipe Lima              | Viktoriya Zeynep Güneş   | Maksim Lobanovskii            | Isabella Hindley         |
| Luiz Altamir Melo              | Theodora Drakou          | Max Litchfield           | Mary-Sophie Harvey       | Artyom Machekin               | Katinka Hosszú (C)       |
| Alessandro Miressi             | Valentine Dumont         | Florent Manaudou         | Siobhán Haughey          | Clément Mignon                | Ida Hulkko               |
| Apostolos Papastamos           | Lara Grangeon            | Benjamin Proud           | Femke Heemskerk          | Kristóf Milák                 | Ranomi Kromowidjojo      |
| Matteo Rivolta                 | Kathryn Greenslade       | Danas Rapšys             | Lucy Hope                | Ross Murdoch                  | Jenna Laukkanen          |
| Mychajlo Romančuk              | Katrina Konopka          | Evgenij Rylov            | Zsuzsanna Jakabos        | Marco Orsi                    | Danica Ludlow            |
| Fabio Santi                    | Etiene Medeiros          | Sergey Shevtsov          | Breeja Larson            | Oussama Sahnoune              | Caroline Pilhatsch       |
| Gabriel Santos                 | Lidón Muñoz              | Il'ja Šymanovič          | Benedetta Pilato         | Emre Sakci                    | Maria Ugolkova           |
| Fabio Scozzoli (vice capitano) | Larissa Oliveira         | Andrius Šidlauskas       | Emily Seebohm            | Leonardo Coelho Santos        | Dar'ja K. Ustinova       |
| Pedro Spajari                  | Federica Pellegrini (C)  | Maxim Stupin             | Anastasija Škurdaj       | Nicholas Santos               | Valerie Van Roon         |
| Szebasztián Szabó              | Alexandra Touretski      | Andrey Zhilkin           | Sarah Sjöström (C)       | Yakov Yan Toumarkin           | Daryna Zevina            |
|                                | Evelyn Verrasztó         | Kregor Zirk              | Tamara van Vliet         | Dávid Verrasztó               | Alina Zmushka            |
| London Roar                    | London Roar              | Tokyo Frog Kings         | Tokyo Frog Kings         |                               |                          |
| Uomini                         | Donne                    | Uomini                   | Donne                    |                               |                          |
| Elliot Clogg                   | Freya Anderson           | Bruno Fratus             | Reona Aoki               |                               |                          |
| Tom Dean                       | Alia Atkinson            | Kōsuke Hagino            | Tomomi Aoki              |                               |                          |
| Christian Diener               | Kathleen Dawson          | Tomoru Honda             | Catherine DeLoof         |                               |                          |
| Luke Greenbank                 | Holly Hibbott            | Ryōsuke Irie             | Suzuka Hasegawa          |                               |                          |
| Darragh Greene                 | Anna Hopkin              | Takeshi Kawamoto         | Chihiro Igarashi         |                               |                          |
| Guido Guilherme                | Marija Kameneva          | Yūki Kobori              | Runa Imai                |                               |                          |
| James Guy                      | Emily Large              | Yasuhiro Koseki          | Simona Kubová            |                               |                          |
| Marius Kusch                   | Annie Lazor              | Kosuke Matsui            | Anna Ntountounaki        |                               |                          |
| Vini Lanza                     | Siobhan-Marie O'Connor   | Katsuhiro Matsumoto      | Yui Ōhashi               |                               |                          |
| Amaury Leveaux                 | Sydney Pickrem (C)       | Naoki Mizunuma           | Natsumi Sakai            |                               |                          |
| Scott McLay                    | Kira Toussaint           | Vladimir Morozov         | Aya Sato                 |                               |                          |
| Adam Peaty (C)                 | Marie Wattel             | Cristian Quintero        | Sakiko Shimizu           |                               |                          |
| Kirill Prigoda                 | Harriet West             | Shoma Sato               | Rio Shirai               |                               |                          |
| Duncan Scott                   | Aimee Willmott           | Shinri Shioura           | Leah Smith               |                               |                          |
| Andreas Vazaios                |                          | Brad Tandy               | Ai Soma                  |                               |                          |
| Michail Vekoviščev             |                          | Markus Thormeyer         | Miho Teramura            |                               |                          |

## Classifiche
Per il sistema di punteggio vedi International Swimming League

### ISL stagione regolare 2020
- La qualificazione al turno successivo è indicata in verde.

| Pos. | Team                | I   | II    | III   | IV    | V     | VI    | VII | VIII  | IX    | X   | Punteggio | Punti |
| ---- | ------------------- | --- | ----- | ----- | ----- | ----- | ----- | --- | ----- | ----- | --- | --------- | ----- |
| 1    | Cali Condors        | 567 |       |       | 610.5 |       |       |     | 507   |       | 558 | 2242.5    | 16    |
| 2    | Energy Standard     | 463 |       |       |       |       | 609   | 613 |       | 573.5 |     | 2258.5    | 15    |
| 3    | London Roar         |     | 609.5 |       |       | 499   |       |     | 491.5 |       | 398 | 1998      | 13    |
| 4    | Los Angeles Current | 420 |       | 535.5 |       | 478.5 |       |     |       |       | 495 | 1929      | 12    |
| 5    | Iron                |     | 392.5 |       | 418.5 |       |       | 448 |       | 415.5 |     | 1674.5    | 11    |
| 6    | Tokyo Frog Kings    |     |       | 506.5 |       | 446.5 |       |     | 419   | 428   |     | 1800      | 10    |
| 7    | Toronto Titans      |     |       | 401   |       |       | 448   | 391 |       | 289   |     | 1529      | 8     |
| 8    | New York Breakers   | 266 |       |       | 394   |       | 354.5 |     | 296.5 |       |     | 1311      | 6     |
| 9    | DC Trident          |     | 350   |       | 287   | 287   |       | 256 |       |       |     | 1180      | 5     |
| 10   | Aqua Centurions     |     | 344   | 260   |       |       | 290.5 |     |       |       | 255 | 1149.5    | 4     |

| Legenda      | Legenda |
| ------------ | ------- |
| Vincitori    |         |
| Non arrivati |         |
| Squalificati |         |
| Non iniziato |         |

### ISL semifinali 2020
| Pos. | Team              | Punteggio |
| ---- | ----------------- | --------- |
| 1    | Energy Standard   | 580       |
| 2    | London Roar       | 517.5     |
| 3    | Tokyo Frog Kings  | 380.5     |
| 4    | New York Breakers | 239       |

| Pos. | Team                | Punteggio |
| ---- | ------------------- | --------- |
| 1    | Cali Condors        | 605.5     |
| 2    | Los Angeles Current | 462       |
| 3    | Iron                | 340.5     |
| 4    | Toronto Titans      | 303       |

### ISL Final Match 2020
| Pos. | Team            | Punteggio |
| ---- | --------------- | --------- |
| 1    | Cali Condors    | 561.5     |
| 2    | Energy Standard | 464.5     |
| 3    | London Roar     | 391       |
| 4    | LA Current      | 298       |

## Risultati

### 50 m stile libero
| Match       | Uomini             | Uomini              | Uomini | Donne               | Donne               | Donne |
| Match       | Vincitore          | Team                | Tempo  | Vincitrice          | Team                | Tempo |
| ----------- | ------------------ | ------------------- | ------ | ------------------- | ------------------- | ----- |
| 1           | Florent Manaudou   | Energy Standard     | 20.68  | Sarah Sjöström      | Energy Standard     | 23.48 |
| 2           | Maksim Lobanovskii | Iron                | 20.92  | Ranomi Kromowidjojo | Iron                | 23.64 |
| 3           | Vladimir Morozov   | Tokyo Frog Kings    | 20.98  | Béryl Gastaldello   | Los Angeles Current | 23.79 |
| 3           | Vladimir Morozov   | Tokyo Frog Kings    | 20.98  | Abbey Weitzeil      | Los Angeles Current | 23.79 |
| 4           | Caeleb Dressel     | Cali Condors        | 20.69  | Kasia Wasick        | New York Breakers   | 23.43 |
| 5           | Kristian Gkolomeev | Los Angeles Current | 20.97  | Béryl Gastaldello   | Los Angeles Current | 23.76 |
| 6           | Florent Manaudou   | Energy Standard     | 20.55  | Kasia Wasick        | New York Breakers   | 23.30 |
| 7           | Florent Manaudou   | Energy Standard     | 20.77  | Sarah Sjöström      | Energy Standard     | 23.41 |
| 8           | Caeleb Dressel     | Cali Condors        | 20.65  | Kasia Wasick        | New York Breakers   | 23.47 |
| 9           | Bruno Fratus       | Tokyo Frog Kings    | 20.98  | Sarah Sjöström      | Energy Standard     | 23.42 |
| 10          | Caeleb Dressel     | Cali Condors        | 20.52  | Abbey Weitzeil      | Los Angeles Current | 23.45 |
| Semifinali  | Florent Manaudou   | Energy Standard     | 20.63  | Sarah Sjöström      | Energy Standard     | 23.43 |
| Semifinali  | Caeleb Dressel     | Cali Condors        | 20.28  | Ranomi Kromowidjojo | New York Breakers   | 23.37 |
| Final Match | Caeleb Dressel     | Cali Condors        | 20.16  | Sarah Sjöström      | Energy Standard     | 23.55 |

### 100 m stile libero
| Match       | Uomini             | Uomini          | Uomini | Donne               | Donne               | Donne |
| Match       | Vincitore          | Team            | Tempo  | Vincitrice          | Team                | Tempo |
| ----------- | ------------------ | --------------- | ------ | ------------------- | ------------------- | ----- |
| 1           | Caeleb Dressel     | Cali Condors    | 45.87  | Sarah Sjöström      | Energy Standard     | 51.17 |
| 2           | Zachary Apple      | DC Trident      | 45.74  | Ranomi Kromowidjojo | Iron                | 52.00 |
| 3           | Alessandro Miressi | Aqua Centurions | 46.13  | Béryl Gastaldello   | Los Angeles Current | 51.71 |
| 4           | Zachary Apple      | DC Trident      | 45.94  | Ranomi Kromowidjojo | Iron                | 51.73 |
| 5           | Zachary Apple      | DC Trident      | 46.53  | Béryl Gastaldello   | Los Angeles Current | 51.30 |
| 6           | Alessandro Miressi | Aqua Centurions | 46.27  | Siobhán Haughey     | Energy Standard     | 51.30 |
| 7           | Zachary Apple      | DC Trident      | 46.50  | Sarah Sjöström      | Energy Standard     | 51.32 |
| 8           | Caeleb Dressel     | Cali Condors    | 46.12  | Freya Anderson      | London Roar         | 51.87 |
| 9           | Blake Pieroni      | Toronto Titans  | 46.33  | Sarah Sjöström      | Energy Standard     | 51.64 |
| 10          | Caeleb Dressel     | Cali Condors    | 45.56  | Béryl Gastaldello   | Los Angeles Current | 51.16 |
| Semifinali  | Florent Manaudou   | Energy Standard | 45.92  | Siobhán Haughey     | Energy Standard     | 51.12 |
| Semifinali  | Caeleb Dressel     | Cali Condors    | 45.20  | Béryl Gastaldello   | Los Angeles Current | 51.38 |
| Final Match | Caeleb Dressel     | Cali Condors    | 45.08  | Béryl Gastaldello   | Los Angeles Current | 51.38 |

### 200 m stile libero
| Match       | Uomini              | Uomini              | Uomini  | Donne           | Donne               | Donne   |
| Match       | Vincitore           | Team                | Tempo   | Vincitrice      | Team                | Tempo   |
| ----------- | ------------------- | ------------------- | ------- | --------------- | ------------------- | ------- |
| 1           | Fernando Scheffer   | Los Angeles Current | 1:42.55 | Siobhán Haughey | Energy Standard     | 1:51.67 |
| 2           | Duncan Scott        | London Roar         | 1:42.74 | Marie Wattel    | London Roar         | 1:54.65 |
| 3           | Katsuhiro Matsumoto | Tokyo Frog Kings    | 1:42.33 | Rebecca Smith   | Toronto Titans      | 1:53.59 |
| 4           | Townley Haas        | Cali Condors        | 1:42.57 | Allison Schmitt | Cali Condors        | 1:54.51 |
| 5           | Katsuhiro Matsumoto | Tokyo Frog Kings    | 1:41.77 | Andi Murez      | Los Angeles Current | 1:53.58 |
| 6           | Danas Rapšys        | Energy Standard     | 1:41.23 | Siobhán Haughey | Energy Standard     | 1:51.42 |
| 7           | Danas Rapšys        | Energy Standard     | 1:42.42 | Siobhán Haughey | Energy Standard     | 1:51.88 |
| 8           | Townley Haas        | Cali Condors        | 1:41.58 | Freya Anderson  | London Roar         | 1:52.60 |
| 9           | Danas Rapšys        | Energy Standard     | 1:42.18 | Siobhán Haughey | Energy Standard     | 1:51.19 |
| 10          | Townley Haas        | Cali Condors        | 1:41.84 | Freya Anderson  | London Roar         | 1:52.82 |
| Semifinali  | Duncan Scott        | London Roar         | 1:40.76 | Siobhán Haughey | Energy Standard     | 1:51.36 |
| Semifinali  | Townley Haas        | Cali Condors        | 1:42.00 | Allison Schmitt | Cali Condors        | 1:52.83 |
| Final Match | Duncan Scott        | London Roar         | 1:40.25 | Siobhán Haughey | Energy Standard     | 1:51.11 |

### 400 m stile libero
| Match       | Uomini              | Uomini            | Uomini  | Donne            | Donne            | Donne   |
| Match       | Vincitore           | Team              | Tempo   | Vincitrice       | Team             | Tempo   |
| ----------- | ------------------- | ----------------- | ------- | ---------------- | ---------------- | ------- |
| 1           | Danas Rapšys        | Energy Standard   | 3:39.36 | Melanie Margalis | Cali Condors     | 3:58.43 |
| 2           | Zane Grothe         | DC Trident        | 3:39.79 | Valentine Dumont | Aqua Centurions  | 4:00.37 |
| 3           | Mychajlo Romančuk   | Aqua Centurions   | 3:40.08 | Leah Smith       | Tokyo Frog Kings | 4:00.54 |
| 4           | Felix Aubock        | New York Breakers | 3:37.48 | Hali Flickinger  | Cali Condors     | 3:59.84 |
| 5           | Velimir Stjepanović | DC Trident        | 3:41.46 | Leah Smith       | Tokyo Frog Kings | 4:00.18 |
| 6           | Danas Rapšys        | Energy Standard   | 3:35.49 | Siobhán Haughey  | Energy Standard  | 3:58.75 |
| 7           | Danas Rapšys        | Energy Standard   | 3:40.83 | Siobhán Haughey  | Energy Standard  | 4:00.58 |
| 8           | Felix Aubock        | New York Breakers | 3:39.05 | Leah Smith       | Tokyo Frog Kings | 3:59.70 |
| 9           | Danas Rapšys        | Energy Standard   | 3:39.66 | Leah Smith       | Tokyo Frog Kings | 3:58.65 |
| 10          | Mychajlo Romančuk   | Aqua Centurions   | 3:38.93 | Hali Flickinger  | Cali Condors     | 3:59.78 |
| Semifinali  | Tom Dean            | London Roar       | 3:37.87 | Leah Smith       | Tokyo Frog Kings | 3:58.26 |
| Semifinali  | Townley Haas        | Cali Condors      | 3:41.35 | Hali Flickinger  | Cali Condors     | 4:00.79 |
| Final Match | Tom Dean            | London Roar       | 3:36.56 | Hali Flickinger  | Cali Condors     | 3:58.77 |

### 50 m dorso
| Match       | Uomini           | Uomini              | Uomini | Donne             | Donne               | Donne |
| Match       | Vincitore        | Team                | Tempo  | Vincitrice        | Team                | Tempo |
| ----------- | ---------------- | ------------------- | ------ | ----------------- | ------------------- | ----- |
| 1           | Ryan Murphy      | Los Angeles Current | 22.99  | Olivia Smoliga    | Cali Condors        | 25.74 |
| 2           | Christian Diener | London Roar         | 22.76  | Linnea Mack       | DC Trident          | 26.30 |
| 3           | Ryan Murphy      | Los Angeles Current | 23.06  | Béryl Gastaldello | Los Angeles Current | 26.59 |
| 3           | Shane Ryan       | Toronto Titans      | 23.06  | Béryl Gastaldello | Los Angeles Current | 26.59 |
| 4           | Justin Ress      | Cali Condors        | 23.28  | Olivia Smoliga    | Cali Condors        | 25.93 |
| 5           | Guilherme Guido  | London Roar         | 22.86  | Kira Toussaint    | London Roar         | 25.96 |
| 6           | Shane Ryan       | Toronto Titans      | 22.98  | Kylie Masse       | Toronto Titans      | 26.44 |
| 7           | Shane Ryan       | Toronto Titans      | 22.86  | Kylie Masse       | Toronto Titans      | 26.35 |
| 8           | Coleman Stewart  | Cali Condors        | 23.21  | Kira Toussaint    | London Roar         | 25.79 |
| 9           | Takeshi Kawamoto | Tokyo Frog Kings    | 23.10  | Natsumi Sakai     | Tokyo Frog Kings    | 26.24 |
| 9           | Shane Ryan       | Toronto Titans      | 23.10  | Natsumi Sakai     | Tokyo Frog Kings    | 26.24 |
| 10          | Ryan Murphy      | Los Angeles Current | 22.75  | Olivia Smoliga    | Cali Condors        | 25.85 |
| Semifinali  | Guilherme Guido  | London Roar         | 22.89  | Kira Toussaint    | London Roar         | 25.60 |
| Semifinali  | Ryan Murphy      | Los Angeles Current | 22.76  | Olivia Smoliga    | Cali Condors        | 25.75 |
| Final Match | Ryan Murphy      | Los Angeles Current | 22.54  | Olivia Smoliga    | Cali Condors        | 25.83 |

### 100 m dorso
| Match       | Uomini             | Uomini              | Uomini | Donne          | Donne          | Donne |
| Match       | Vincitore          | Team                | Tempo  | Vincitrice     | Team           | Tempo |
| ----------- | ------------------ | ------------------- | ------ | -------------- | -------------- | ----- |
| 1           | Ryan Murphy        | Los Angeles Current | 49.62  | Olivia Smoliga | Cali Condors   | 55.66 |
| 2           | Guilherme Guido    | London Roar         | 49.89  | Kira Toussaint | London Roar    | 56.24 |
| 3           | Ryōsuke Irie       | Tokyo Frog Kings    | 49.91  | Kylie Masse    | Toronto Titans | 56.38 |
| 4           | Jacob Pebley       | DC Trident          | 50.51  | Olivia Smoliga | Cali Condors   | 56.23 |
| 5           | Guilherme Guido    | London Roar         | 49.57  | Kira Toussaint | London Roar    | 56.36 |
| 6           | Shane Ryan         | Toronto Titans      | 50.45  | Kylie Masse    | Toronto Titans | 56.14 |
| 7           | Kliment Kolesnikov | Energy Standard     | 49.42  | Kylie Masse    | Toronto Titans | 56.06 |
| 8           | Ryosuke Irie       | Tokyo Frog Kings    | 49.82  | Kira Toussaint | London Roar    | 55.68 |
| 9           | Kliment Kolesnikov | Energy Standard     | 49.65  | Kylie Masse    | Toronto Titans | 56.04 |
| 10          | Ryan Murphy        | Los Angeles Current | 49.93  | Olivia Smoliga | Cali Condors   | 55.92 |
| Semifinali  | Kliment Kolesnikov | Energy Standard     | 49.38  | Kira Toussaint | London Roar    | 55.90 |
| Semifinali  | Robert Glință      | Iron                | 49.64  | Olivia Smoliga | Cali Condors   | 55.99 |
| Final Match | Kliment Kolesnikov | Energy Standard     | 48.82  | Olivia Smoliga | Cali Condors   | 55.04 |

### 200 m dorso
| Match       | Uomini           | Uomini              | Uomini  | Donne         | Donne           | Donne   |
| Match       | Vincitore        | Team                | Tempo   | Vincitrice    | Team            | Tempo   |
| ----------- | ---------------- | ------------------- | ------- | ------------- | --------------- | ------- |
| 1           | Radosław Kawęcki | Cali Condors        | 1:48.51 | Emily Seebohm | Energy Standard | 2:02.70 |
| 2           | Christian Diener | London Roar         | 1:49.51 | Amy Bilquist  | DC Trident      | 2:02.23 |
| 3           | Ryan Murphy      | Los Angeles Current | 1:48.40 | Lisa Bratton  | Toronto Titans  | 2:01.74 |
| 4           | Radoslaw Kawecki | Cali Condors        | 1:48.23 | Beata Nelson  | Cali Condors    | 2:01.31 |
| 5           | Ryan Murphy      | Los Angeles Current | 1:48.03 | Amy Bilquist  | DC Trident      | 2:01.29 |
| 6           | Evgenij Rylov    | Energy Standard     | 1:48.31 | Lisa Bratton  | Toronto Titans  | 2:00.99 |
| 7           | Evgenij Rylov    | Energy Standard     | 1:48.69 | Emily Seebohm | Energy Standard | 2:01.56 |
| 8           | Radoslaw Kawecki | Cali Condors        | 1:48.12 | Beata Nelson  | Cali Condors    | 2:02.31 |
| 9           | Evgenij Rylov    | Energy Standard     | 1:48.62 | Lisa Bratton  | Toronto Titans  | 2:01.77 |
| 10          | Ryan Murphy      | Los Angeles Current | 1:48.60 | Lisa Bratton  | Toronto Titans  | 2:02.51 |
| Semifinali  | Ryōsuke Irie     | Tokyo Frog Kings    | 1:49.02 | Emily Seebohm | Energy Standard | 2:01.04 |
| Semifinali  | Ryan Murphy      | Los Angeles Current | 1:47.48 | Beata Nelson  | Cali Condors    | 2:01.65 |
| Final Match | Evgenij Rylov    | Energy Standard     | 1:46.37 | Beata Nelson  | Cali Condors    | 2:00.27 |

### 50 m rana
| Match       | Uomini             | Uomini          | Uomini | Donne            | Donne           | Donne |
| Match       | Vincitore          | Team            | Tempo  | Vincitrice       | Team            | Tempo |
| ----------- | ------------------ | --------------- | ------ | ---------------- | --------------- | ----- |
| 1           | Il'ja Šymanovič    | Energy Standard | 25.64  | Lilly King       | Cali Condors    | 28.86 |
| 2           | Emre Sakci         | Iron            | 25.74  | Alia Atkinson    | London Roar     | 29.20 |
| 3           | Nicolò Martinenghi | Aqua Centurions | 26.06  | Martina Carraro  | Aqua Centurions | 29.66 |
| 4           | Emre Sakci         | Iron            | 25.50  | Lilly King       | Cali Condors    | 29.16 |
| 5           | Adam Peaty         | London Roar     | 26.10  | Alia Atkinson    | London Roar     | 29.66 |
| 6           | Il'ja Šymanovič    | Energy Standard | 25.75  | Benedetta Pilato | Energy Standard | 29.45 |
| 7           | Emre Sakci         | Iron            | 25.29  | Ida Hulkko       | Iron            | 29.33 |
| 8           | Adam Peaty         | London Roar     | 25.98  | Lilly King       | Cali Condors    | 29.20 |
| 9           | Emre Sakci         | Iron            | 25.43  | Benedetta Pilato | Energy Standard | 29.13 |
| 10          | Nicolò Martinenghi | Aqua Centurions | 25.89  | Molly Hannis     | Cali Condors    | 29.17 |
| Semifinali  | Adam Peaty         | London Roar     | 25.50  | Benedetta Pilato | Energy Standard | 28.86 |
| Semifinali  | Emre Sakci         | Iron            | 25.54  | Molly Hannis     | Cali Condors    | 29.24 |
| Final Match | Il'ja Šymanovič    | Energy Standard | 25.48  | Lilly King       | Cali Condors    | 28.77 |

### 100 m rana
| Match       | Uomini             | Uomini           | Uomini | Donne            | Donne            | Donne   |
| Match       | Vincitore          | Team             | Tempo  | Vincitrice       | Team             | Tempo   |
| ----------- | ------------------ | ---------------- | ------ | ---------------- | ---------------- | ------- |
| 1           | Il'ja Šymanovič    | Energy Standard  | 56.13  | Lilly King       | Cali Condors     | 1:03.16 |
| 2           | Adam Peaty         | London Roar      | 56.38  | Alia Atkinson    | London Roar      | 1:04.21 |
| 3           | Anton McKee        | Toronto Titans   | 56.30  | Miho Teramura    | Tokyo Frog Kings | 1:04.89 |
| 4           | Emre Sakci         | Iron             | 57.17  | Lilly King       | Cali Condors     | 1:03.61 |
| 5           | Yasuhiro Koseki    | Tokyo Frog Kings | 56.11  | Alia Atkinson    | London Roar      | 1:03.75 |
| 6           | Il'ja Šymanovič    | Energy Standard  | 55.86  | Benedetta Pilato | Energy Standard  | 1:03.89 |
| 7           | Il'ja Šymanovič    | Energy Standard  | 55.85  | Ida Hulkko       | Iron             | 1:04.41 |
| 8           | Yasuhiro Koseki    | Tokyo Frog Kings | 56.27  | Lilly King       | Cali Condors     | 1:03.39 |
| 9           | Emre Sakci         | Iron             | 55.74  | Benedetta Pilato | Energy Standard  | 1:04.00 |
| 10          | Nicolò Martinenghi | Aqua Centurions  | 56.46  | Lilly King       | Cali Condors     | 1:03.15 |
| Semifinali  | Adam Peaty         | London Roar      | 55.49  | Alia Atkinson    | London Roar      | 1:02.66 |
| Semifinali  | Emre Sakci         | Iron             | 56.51  | Lilly King       | Cali Condors     | 1:03.29 |
| Final Match | Adam Peaty         | London Roar      | 55.41  | Lilly King       | Cali Condors     | 1:02.50 |

### 200 m rana
| Match       | Uomini         | Uomini              | Uomini  | Donne          | Donne             | Donne   |
| Match       | Vincitore      | Team                | Tempo   | Vincitrice     | Team              | Tempo   |
| ----------- | -------------- | ------------------- | ------- | -------------- | ----------------- | ------- |
| 1           | Marco Koch     | New York Breakers   | 2:02.12 | Lilly King     | Cali Condors      | 2:17.11 |
| 2           | Kirill Prigoda | London Roar         | 2:04.60 | Annie Lazor    | London Roar       | 2:18.85 |
| 3           | Anton Mckee    | Toronto Titans      | 2:01.73 | Kelsey Wog     | Toronto Titans    | 2:17.51 |
| 4           | Marco Koch     | New York Breakers   | 2:00.81 | Lilly King     | Cali Condors      | 2:16.04 |
| 5           | Will Licon     | Los Angeles Current | 2:03.92 | Sakiko Shimizu | Tokyo Frog Kings  | 2:18.88 |
| 6           | Marco Koch     | New York Breakers   | 2:00.58 | Kelsey Wog     | Toronto Titans    | 2:17.13 |
| 7           | Anton McKee    | Toronto Titans      | 2:03.02 | Kelsey Wog     | Toronto Titans    | 2:17.13 |
| 8           | Marco Koch     | New York Breakers   | 2:01.40 | Lilly King     | Cali Condors      | 2:15.80 |
| 9           | Anton McKee    | Toronto Titans      | 2:03.41 | Kelsey Wog     | Toronto Titans    | 2:18.47 |
| 10          | Will Licon     | Los Angeles Current | 2:04.12 | Annie Lazor    | London Roar       | 2:17.04 |
| Semifinali  | Kirill Prigoda | London Roar         | 2:01.20 | Emily Escobedo | New York Breakers | 2:16.71 |
| Semifinali  | Will Licon     | Los Angeles Current | 2:02.47 | Lilly King     | Cali Condors      | 2:16.79 |
| Final Match | Kirill Prigoda | London Roar         | 2:01.71 | Lilly King     | Cali Condors      | 2:15.56 |

### 50 m farfalla
| Match       | Uomini            | Uomini           | Uomini | Donne               | Donne               | Donne |
| Match       | Vincitore         | Team             | Tempo  | Vincitrice          | Team                | Tempo |
| ----------- | ----------------- | ---------------- | ------ | ------------------- | ------------------- | ----- |
| 1           | Caeleb Dressel    | Cali Condors     | 22.46  | Béryl Gastaldello   | Los Angeles Current | 24.75 |
| 2           | Szebasztián Szabó | Aqua Centurions  | 22.00  | Ranomi Kromowidjojo | Iron                | 24.74 |
| 3           | Szebasztián Szabó | Aqua Centurions  | 21.96  | Béryl Gastaldello   | Los Angeles Current | 24.79 |
| 4           | Nicholas Santos   | Iron             | 22.30  | Ranomi Kromowidjojo | Iron                | 24.80 |
| 5           | Takeshi Kawamoto  | Tokyo Frog Kings | 22.38  | Béryl Gastaldello   | Los Angeles Current | 24.95 |
| 6           | Szebasztián Szabó | Aqua Centurions  | 21.86  | Madeline Banic      | Energy Standard     | 24.97 |
| 7           | Nicholas Santos   | Iron             | 22.04  | Ranomi Kromowidjojo | Iron                | 24.59 |
| 8           | Caeleb Dressel    | Cali Condors     | 22.41  | Arina Surkova       | New York Breakers   | 25.46 |
| 9           | Nicholas Santos   | Iron             | 21.78  | Mélanie Henique     | Iron                | 24.62 |
| 10          | Szebasztián Szabó | Aqua Centurions  | 21.86  | Béryl Gastaldello   | Los Angeles Current | 25.30 |
| Semifinali  | Takeshi Kawamoto  | Tokyo Frog Kings | 22.50  | Arina Surkova       | New York Breakers   | 24.87 |
| Semifinali  | Nicholas Santos   | Iron             | 21.80  | Mélanie Henique     | Iron                | 24.65 |
| Final Match | Caeleb Dressel    | Cali Condors     | 22.09  | Sarah Sjöström      | Energy Standard     | 24.73 |

### 100 m farfalla
| Match       | Uomini            | Uomini              | Uomini | Donne              | Donne               | Donne |
| Match       | Vincitore         | Team                | Tempo  | Vincitrice         | Team                | Tempo |
| ----------- | ----------------- | ------------------- | ------ | ------------------ | ------------------- | ----- |
| 1           | Thomas Shields    | Los Angeles Current | 49.58  | Sarah Sjöström     | Energy Standard     | 56.00 |
| 2           | Szebasztián Szabó | Aqua Centurions     | 49.93  | Marie Wattel       | London Roar         | 56.45 |
| 3           | Thomas Shields    | Los Angeles Current | 49.30  | Louise Hansson     | Toronto Titans      | 56.45 |
| 4           | Caeleb Dressel    | Cali Condors        | 49.35  | Arina Surkova      | New York Breakers   | 56.49 |
| 5           | Thomas Shields    | Los Angeles Current | 48.94  | Béryl Gastaldello  | Los Angeles Current | 55.84 |
| 6           | Chad le Clos      | Energy Standard     | 49.39  | Anastasija Škurdaj | Energy Standard     | 56.64 |
| 7           | Chad le Clos      | Energy Standard     | 49.48  | Anastasija Škurdaj | Energy Standard     | 56.03 |
| 8           | Caeleb Dressel    | Cali Condors        | 49.33  | Kelsi Dahlia       | Cali Condors        | 56.15 |
| 9           | Chad le Clos      | Energy Standard     | 49.33  | Sarah Sjöström     | Energy Standard     | 55.35 |
| 10          | Caeleb Dressel    | Cali Condors        | 49.02  | Béryl Gastaldello  | Los Angeles Current | 55.71 |
| Semifinali  | Chad le Clos      | Energy Standard     | 49.14  | Sarah Sjöström     | Energy Standard     | 55.44 |
| Semifinali  | Caeleb Dressel    | Cali Condors        | 48.92  | Béryl Gastaldello  | Los Angeles Current | 55.32 |
| Final Match | Caeleb Dressel    | Cali Condors        | 47.78  | Béryl Gastaldello  | Los Angeles Current | 55.34 |

### 200 m farfalla
| Match       | Uomini         | Uomini              | Uomini  | Donne           | Donne            | Donne   |
| Match       | Vincitore      | Team                | Tempo   | Vincitrice      | Team             | Tempo   |
| ----------- | -------------- | ------------------- | ------- | --------------- | ---------------- | ------- |
| 1           | Thomas Shields | Los Angeles Current | 1:50.43 | Hali Flickinger | Cali Condors     | 2:05.15 |
| 2           | Vini Lanza     | London Roar         | 1:51.75 | Katinka Hosszú  | Iron             | 2:07.04 |
| 3           | Thomas Shields | Los Angeles Current | 1:50.55 | Suzuka Hasegawa | Tokyo Frog Kings | 2:03.12 |
| 4           | Eddie Wang     | Cali Condors        | 1:51.32 | Hali Flickinger | Cali Condors     | 2:04.34 |
| 5           | Thomas Shields | Los Angeles Current | 1:50.28 | Suzuka Hasegawa | Tokyo Frog Kings | 2:03.38 |
| 6           | Chad le Clos   | Energy Standard     | 1:50.57 | Boglárka Kapás  | Iron             | 2:06.15 |
| 7           | Chad le Clos   | Energy Standard     | 1:50.28 | Katinka Hosszú  | Iron             | 2:05.45 |
| 8           | Eddie Wang     | Cali Condors        | 1:50.90 | Suzuka Hasegawa | Tokyo Frog Kings | 2:03.53 |
| 9           | Chad le Clos   | Energy Standard     | 1:50.24 | Suzuka Hasegawa | Tokyo Frog Kings | 2:04.50 |
| 10          | Thomas Shields | Los Angeles Current | 1:49.78 | Hali Flickinger | Cali Condors     | 2:04.36 |
| Semifinali  | Chad le Clos   | Energy Standard     | 1:50.64 | Suzuka Hasegawa | Tokyo Frog Kings | 2:03.95 |
| Semifinali  | Thomas Shields | Los Angeles Current | 1:49.02 | Hali Flickinger | Cali Condors     | 2:04.25 |
| Final Match | Chad le Clos   | Energy Standard     | 1:48.75 | Hali Flickinger | Cali Condors     | 2:03.35 |

### 100 m misti
| Match       | Uomini           | Uomini              | Uomini | Donne              | Donne               | Donne |
| Match       | Vincitore        | Team                | Tempo  | Vincitrice         | Team                | Tempo |
| ----------- | ---------------- | ------------------- | ------ | ------------------ | ------------------- | ----- |
| 1           | Caeleb Dressel   | Cali Condors        | 51.36  | Sarah Sjöström     | Energy Standard     | 57.74 |
| 2           | Marco Orsi       | Aqua Centurions     | 51.69  | Marija Kameneva    | London Roar         | 58.86 |
| 3           | Vladimir Morozov | Tokyo Frog Kings    | 51.46  | Runa Imai          | Tokyo Frog Kings    | 57.94 |
| 4           | Caeleb Dressel   | Cali Condors        | 51.27  | Melanie Margalis   | Cali Condors        | 57.94 |
| 5           | Tomoe Hvas       | Los Angeles Current | 51.83  | Runa Imai          | Tokyo Frog Kings    | 58.02 |
| 6           | Florent Manaudou | Energy Standard     | 51.49  | Anastasija Škurdaj | Energy Standard     | 58.34 |
| 7           | Marco Orsi       | Iron                | 52.02  | Anastasija Škurdaj | Energy Standard     | 58.39 |
| 8           | Caeleb Dressel   | Cali Condors        | 51.11  | Beata Nelson       | Cali Condors        | 58.37 |
| 9           | Marco Orsi       | Iron                | 51.74  | Runa Imai          | Tokyo Frog Kings    | 58.04 |
| 10          | Caeleb Dressel   | Cali Condors        | 50.48  | Béryl Gastaldello  | Los Angeles Current | 57.43 |
| Semifinali  | Michael Andrew   | New York Breakers   | 51.66  | Runa Imai          | Tokyo Frog Kings    | 57.77 |
| Semifinali  | Caeleb Dressel   | Cali Condors        | 49.88  | Béryl Gastaldello  | Los Angeles Current | 57.86 |
| Final Match | Caeleb Dressel   | Cali Condors        | 49.28  | Béryl Gastaldello  | Los Angeles Current | 57.30 |

### 200 m misti
| Match       | Uomini                 | Uomini              | Uomini  | Donne              | Donne               | Donne   |
| Match       | Vincitore              | Team                | Tempo   | Vincitrice         | Team                | Tempo   |
| ----------- | ---------------------- | ------------------- | ------- | ------------------ | ------------------- | ------- |
| 1           | Andrew Seliskar        | Los Angeles Current | 1:52.97 | Melanie Margalis   | Cali Condors        | 2:04.06 |
| 2           | Philip Heintz          | Aqua Centurions     | 1:52.78 | Sydney Pickrem     | London Roar         | 2:07.31 |
| 3           | Kōsuke Hagino          | Tokyo Frog Kings    | 1:53.01 | Yui Ōhashi         | Tokyo Frog Kings    | 2:05.13 |
| 4           | Leonardo Coelho Santos | Iron                | 1:52.84 | Melanie Margalis   | Cali Condors        | 2:04.32 |
| 5           | Andreas Vazaios        | London Roar         | 1:52.65 | Yui Ohashi         | Tokyo Frog Kings    | 2:05.26 |
| 6           | Philp Heintz           | Aqua Centurions     | 1:52.83 | Abbie Wood         | New York Breakers   | 2:04.77 |
| 7           | Leonardo Coelho Santos | Iron                | 1:53.19 | Kelsey Wog         | Toronto Titans      | 2:06.69 |
| 8           | Andreas Vazaios        | London Roar         | 1:52.41 | Melanie Margalis   | Cali Condors        | 2:04.18 |
| 9           | Kosuke Hagino          | Tokyo Frog Kings    | 1:52.84 | Yui Ohashi         | Tokyo Frog Kings    | 2:05.10 |
| 10          | Vini Lanza             | London Roar         | 1:53.70 | Beata Nelson       | Cali Condors        | 2:05.95 |
| Semifinali  | Duncan Scott           | London Roar         | 1:51.66 | Yui Ohashi         | Tokyo Frog Kings    | 2:03.93 |
| Semifinali  | Leonardo Coelho Santos | Iron                | 1:52.06 | Anastasia Gorbenko | Los Angeles Current | 2:06.68 |
| Final Match | Andrew Seliskar        | Los Angeles Current | 1:51.53 | Sydney Pickrem     | London Roar         | 2:04.00 |

### 400 m misti
| Match       | Uomini                 | Uomini           | Uomini  | Donne            | Donne             | Donne   |
| Match       | Vincitore              | Team             | Tempo   | Vincitrice       | Team              | Tempo   |
| ----------- | ---------------------- | ---------------- | ------- | ---------------- | ----------------- | ------- |
| 1           | Max Litchfield         | Energy Standard  | 4:04.50 | Melanie Margalis | Cali Condors      | 4:25.48 |
| 2           | Dávid Verrasztó        | Iron             | 4:04.25 | Katinka Hosszú   | Iron              | 4:30.52 |
| 3           | Kōsuke Hagino          | Tokyo Frog Kings | 4:20.58 | Yui Ōhashi       | Tokyo Frog Kings  | 4:26.13 |
| 4           | Dávid Verrasztó        | Iron             | 4:03.52 | Abbie Wood       | New York Breakers | 4:28.20 |
| 5           | Kosuke Hagino          | Tokyo Frog Kings | 4:01.52 | Yui Ohashi       | Tokyo Frog Kings  | 4:26.48 |
| 6           | Maxim Stupin           | Energy Standard  | 4:04.76 | Tessa Cieplucha  | Toronto Titans    | 4:27.86 |
| 7           | Dávid Verrasztó        | Iron             | 4:04.70 | Tessa Cieplucha  | Toronto Titans    | 4:27.76 |
| 8           | Kosuke Hagino          | Tokyo Frog Kings | 4:01.41 | Yui Ohashi       | Tokyo Frog Kings  | 4:25.53 |
| 9           | Kosuke Hagino          | Tokyo Frog Kings | 4:01.77 | Yui Ohashi       | Tokyo Frog Kings  | 4:25.84 |
| 10          | Duncan Scott           | London Roar      | 4:07.88 | Sydney Pickrem   | London Roar       | 4:25.90 |
| Semifinali  | Kosuke Hagino          | Tokyo Frog Kings | 4:02.40 | Yui Ohashi       | Tokyo Frog Kings  | 4:23.25 |
| Semifinali  | Leonardo Coelho Santos | Iron             | 4:04.16 | Hali Flickinger  | Cali Condors      | 4:27.07 |
| Final Match | Duncan Scott           | London Roar      | 3:59.83 | Sydney Pickrem   | London Roar       | 4:24.84 |

### 4x100 m stile libero
| Match       | Uomini              | Uomini  | Donne               | Donne   | Mista               | Mista   |
| Match       | Vincitori           | Tempo   | Vincitrici          | Tempo   | Vincitori           | Tempo   |
| ----------- | ------------------- | ------- | ------------------- | ------- | ------------------- | ------- |
| 1           | Los Angeles Current | 3:06.18 | Energy Standard     | 3:28.51 | Energy Standard     | 3:16.22 |
| 2           | Aqua Centurions     | 3:05.94 | London Roar         | 3:30.91 | DC Trident          | 3:18.82 |
| 3           | Aqua Centurions     | 3:04.93 | Los Angeles Current | 3:30.10 | Los Angeles Current | 3:17.64 |
| 4           | Cali Condors        | 3:06.11 | Cali Condors        | 3:30.09 | DC Trident          | 3:17.60 |
| 5           | Los Angeles Current | 3:06.24 | London Roar         | 3:27.48 | Los Angeles Current | 3:17.19 |
| 6           | Aqua Centurions     | 3:04.94 | Energy Standard     | 3:29.08 | Energy Standard     | 3:16.99 |
| 7           | Toronto Titans      | 3:06.23 | Energy Standard     | 3:29.50 | Energy Standard     | 3:15.91 |
| 8           | Cali Condors        | 3:06.07 | London Roar         | 3:28.73 | London Roar         | 3:16.84 |
| 9           | Toronto Titans      | 3:06.09 | Energy Standard     | 3:29.43 | Energy Standard     | 3:16.81 |
| 10          | Cali Condors        | 3:05.52 | London Roar         | 3:28.65 | Cali Condors        | 3:16.14 |
| Semifinali  | Energy Standard     | 3:05.72 | Energy Standard     | 3:25.82 | London Roar         | 3:15.17 |
| Semifinali  | Los Angeles Current | 3:04.78 | Cali Condors        | 3:28.52 | Cali Condors        | 3:14.96 |
| Final Match | Energy Standard     | 3:02.78 | Energy Standard     | 3:25.37 | Energy Standard     | 3:14.21 |

### 4x100 m misti
| Match       | Uomini              | Uomini  | Donne               | Donne   |
| Match       | Vincitori           | Team    | Vincitrici          | Tempo   |
| ----------- | ------------------- | ------- | ------------------- | ------- |
| 1           | Los Angeles Current | 3:23.27 | Cali Condors        | 3:47.92 |
| 2           | London Roar         | 3:23.18 | London Roar         | 3:50.27 |
| 3           | Los Angeles Current | 3:21.85 | Los Angeles Current | 3:50.05 |
| 4           | Iron                | 3:24.81 | Cali Condors        | 3:48.92 |
| 5           | Los Angeles Current | 3:20.95 | London Roar         | 3:47.85 |
| 6           | Energy Standard     | 3:20.68 | Toronto Titans      | 3:48.50 |
| 7           | Energy Standard     | 3:21.95 | Energy Standard     | 3:46.95 |
| 8           | London Roar         | 3:22.97 | Cali Condors        | 3:47.79 |
| 9           | Energy Standard     | 3:22.08 | Energy Standard     | 3:47.83 |
| 10          | Los Angeles Current | 3:21.26 | Cali Condors        | 3:47.13 |
| Semifinali  | London Roar         | 3:19.50 | Energy Standard     | 3:45.58 |
| Semifinali  | Los Angeles Current | 3:20.61 | Cali Condors        | 3:48.09 |
| Final Match | Energy Standard     | 3:18.28 | Cali Condors        | 3:44.52 |

### Australiana
| Match       | Stile        | Uomini           | Uomini              | Uomini | Stile        | Donne             | Donne               | Donne |
| Match       | Stile        | Vincitore        | Team                | Tempo  | Stile        | Vincitrice        | Team                | Tempo |
| ----------- | ------------ | ---------------- | ------------------- | ------ | ------------ | ----------------- | ------------------- | ----- |
| 1           | dorso        | Ryan Murphy      | Los Angeles Current | 23.88  | rana         | Lilly King        | Cali Condors        | 28.90 |
| 2           | dorso        | Christian Diener | London Roar         | 25.19  | dorso        | Marija Kameneva   | London Roar         | 27.67 |
| 3           | dorso        | Ryan Murphy      | Los Angeles Current | 24.71  | stile libero | Béryl Gastaldello | Los Angeles Current | 24.46 |
| 4           | rana         | Emre Sakci       | Iron                | 25.73  | dorso        | Olivia Smoliga    | Cali Condors        | 26.77 |
| 5           | farfalla     | Thomas Shields   | Los Angeles Current | 23.24  | rana         | Alia Atkinson     | London Roar         | 30.28 |
| 6           | stile libero | Florent Manaudou | Energy Standard     | 22.27  | dorso        | Kylie Masse       | Toronto Titans      | 27.17 |
| 7           | rana         | Emre Sakci       | Iron                | 25.57  | farfalla     | Sarah Sjöström    | Energy Standard     | 23.72 |
| 8           | rana         | Adam Peaty       | London Roar         | 26.65  | rana         | Lilly King        | Cali Condors        | 29.04 |
| 9           | farfalla     | Chad le Clos     | Energy Standard     | 23.43  | stile libero | Sarah Sjöström    | Energy Standard     | 24.18 |
| 10          | dorso        | Ryan Murphy      | Los Angeles Current | 24.18  | rana         | Lilly King        | Cali Condors        | 29.24 |
| Semifinali  | rana         | Adam Peaty       | London Roar         | 25.70  | farfalla     | Sarah Sjöström    | Energy Standard     | 25.91 |
| Semifinali  | dorso        | Ryan Murphy      | Los Angeles Current | 24.23  | rana         | Lilly King        | Cali Condors        | 29.15 |
| Final Match | rana         | Adam Peaty       | London Roar         | 26.10  | rana         | Lilly King        | Cali Condors        | 29.14 |

## Statistiche
| Pos | Giocatore         | Team                | Punti | Vittorie |
| --- | ----------------- | ------------------- | ----- | -------- |
| 1   | Caeleb Dressel    | Cali Condors        | 463.5 | 24       |
| 2   | Lilly King        | Cali Condors        | 350   | 20       |
| 3   | Béryl Gastaldello | Los Angeles Current | 340.5 | 20       |
| 4   | Ryan Murphy       | Los Angeles Current | 329   | 15       |
| 5   | Sarah Sjöström    | Energy Standard     | 297   | 16       |
| 6   | Olivia Smoliga    | Cali Condors        | 277.5 | 11       |
| 7   | Siobhán Haughey   | Energy Standard     | 250   | 10       |
| 8   | Thomas Shields    | Los Angeles Current | 246   | 9        |
| 9   | Chad le Clos      | Energy Standard     | 245   | 10       |
| 10  | Emre Sakci        | Iron                | 231.5 | 10       |